# Cartuchos de Amêndoa de Cernache do Bonjardim

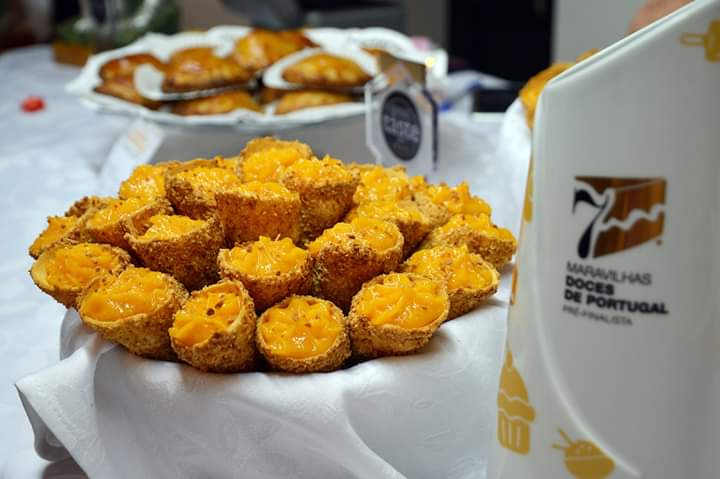
Cartuchos de Amêndoa de Cernache do Bonjardim

Os Cartuchos de Amêndoa de Cernache do Bonjardim são um doce conventual original, como indica o nome, em Cernache do Bonjardim (Município da Sertã, Distrito de Castelo Branco, Portugal). Terão surgido nos finais do século XIX, ainda que não se conheça exatamente a sua origem. A existência em Cernache de Bonjardim de diversas instituições religiosas, como o Seminário das Missões (antigo seminário dos missionários do Real Colégio das Missões Ultramarinas), o Convento de S. José (fundado por Frei Pedro de S. Paulo em 1699) ou a Ordem Terceira das Servas de Maria (instalado nesta vila, em 1805) e as características deste produto, conduz à forte possibilidade da sua génese ser conventual. São confecionados à base de doce de ovos com amêndoas. O recheio é envolto por um cartucho feito com farinha, manteiga e ovos, cozido no forno (em vez de frito como é o caso das parecidas Cornucópias de Alcobaça)
Foram eleito doce Pré-Finalista, ou seja, entre os melhores 28 doces de Portugal, no concurso 7 Maravilhas Doces de Portugal.